# Pach krve 4: Krvavý počátek
Pach krve 4: Krvavý počátek (v anglickém originále Wrong Turn 4: Bloody Beginnings) je americký hororový film z roku 2011, který režíroval režisér předchozího dílu Declan O'Brien.

## Děj
Děj filmu začíná v psychiatrickém sanatoriu, kde jde primář výzkumné profesorce ukázat oddělení velice nebezpečných pacientů, kteří svým jednáním poškozují sami sebe i ostatní a proto jsou zavření za mřížemi. Cestou okolo cel vytrhne jeden pacient profesorce z vlasů sponku a po jejich odchodu z oddělení ji hodí 3 zmutovaným "dětem" které si pomocí sponky odemknou mříže, otevřou mříže všem pacientům a povraždí veškerý personál sanatoria.
O několik let později se skupinka studentů vydává na sněhových skútrech na horskou chatu, ale zabloudí ve sněhové bouři. Když si myslí, že jsou ztraceni a umrznou spatří v dálce ono sanatorium a rozhodnou o přečkání noci v něm. Nic netušící studenti si v sanatoriu užívají zábavu, při níž je nenápadně pozorují teď již 3 dospělí mutanti. 
Ráno nemohou studenti najít jednoho z nich a postupně zjišťují kde se vlastně na konec ocitají.